# Ljustjärnen (Jörns socken, Västerbotten, 722025-170113)
Ljustjärnen är en sjö i Skellefteå kommun i Västerbotten och ingår i Skellefteälvens huvudavrinningsområde.